# Jürgen Jacobs
Jürgen Carl Jacobs (* 17. Mai 1936 in Aachen; † 29. Dezember 2011) war ein deutscher Germanist. Er war ab 1972 Professor für Neuere deutsche Literatur, zuletzt an der Bergischen Universität Wuppertal.

## Werdegang
Jürgen Jacobs, 1936 in Aachen geboren, studierte zunächst Jura (Dr. jur., Köln 1962), dann Germanistik. Er wurde 1962 zum Dr. jur. promoviert, 1964 im Bereich Neuere deutsche Literaturgeschichte zum Dr. phil. Seine Dissertation befasst sich mit den Romanen Christoph Martin Wielands. 1971 habilitierte sich Jacobs an der Universität Köln mit der Schrift Wilhelm Meister und seine Brüder. Untersuchungen zum deutschen Bildungsroman. Er lehrte als Privatdozent Neuere deutsche Literaturgeschichte zunächst in Köln und ab 1972 als Wissenschaftlicher Rat und Professor in Bonn, dann ab 1983 als Ordinarius an der Gesamthochschule Wuppertal. Schwerpunkte seiner wissenschaftlichen Arbeit waren die Literatur des 18. Jahrhunderts sowie die Geschichte des Bildungsromans. Gegenstände seiner Lehr- und Forschungsaktivitäten waren jedoch auch Autoren wie Thomas Mann und Bertolt Brecht. Zudem war er Mitarbeiter der Zeitung Frankfurter Allgemeine Zeitung. Seit 1999 war Jacobs ordentliches Mitglied der Nordrhein-Westfälischen Akademie der Wissenschaften und der Künste.
Jürgen Carl Jacobs’ Grab befindet sich auf dem städtischen Waldfriedhof im Remscheider Stadtteil Reinshagen.

## Schriften (Auswahl)
- Wielands Romane. Francke, Bern/München 1969.
- Krügers Komödien. 1970.
- Wilhelm Meister und seine Brüder. Untersuchungen zum deutschen Bildungsroman. Wilhelm Fink Verlag, München 1972.
- Prosa der Aufklärung. Winkler Verlag, München 1976.
- Der deutsche Schelmenroman. Artemis, München/Zürich 1983.
- Lessing: Eine Einführung. Artemis, München/Zürich 1986, ISBN 3-7608-1327-5.
- mit Markus Krause: Der deutsche Bildungsroman. Gattungsgeschichte vom 18. bis zum 20. Jahrhundert. Beck, München 1989.
- Der Weg des Picaro. Untersuchungen zum europäischen Schelmenroman. WVT, Trier 1998.
- Aporien der Aufklärung. Studien zur Geistes- und Literaturgeschichte des 18. Jahrhunderts. Francke, Tübingen/Basel 2001.
- Zwischenbilanzen des Lebens. Zu einem Grundmuster des Bildungsromans. Aisthesis-Verlag, Bielefeld 2005.